# Мороз Данііл Денисович
Мороз Данііл Денисович (Фанта) — український військовослужбовець, оператор БПЛА 46-ї окремої аеромобільної бригади ДШВ ЗСУ, учасник російсько-української війни, кавалер ордена «За мужність» III ступеня (посмертно).

## Біографія
Народився 24 травня 2003 року в місті Брянка Луганської області. У 2015 році, у зв'язку з окупацією рідного міста, разом з родиною переїхав до Харкова, де навчався у Харківській загальноосвітній школі № 20.
Після закінчення 9 класів вступив до коледжу Національного фармацевтичного університету, здобув спеціальність «Фармація» (виробництво фармацевтичних препаратів). Захистив диплом перед початком повномасштабного вторгнення Росії. Працював на виробництві у фармацевтичній компанії «Здоров'я»
У 2023 році вступив до університету, але згодом залишив навчання та вирішив вступити до лав Збройних сил України.
30 січня 2024 року підписав контракт і розпочав навчання у навчальному центрі ДШВ. Служив у 46-й окремій аеромобільній бригаді, обіймав посаду оператора БПЛА.
26 квітня 2024 року отримав важке поранення в районі населеного пункту Максимільянівка Донецької області. 1 червня 2024 року, не дочекавшись повного відновлення організму після поранення, повернувся до виконання бойових завдань.

## Особистість
Був веселим та життєрадісним хлопцем з тонким почуттям гумору, душею будь-якої компанії. З дитинства захоплювався історією, астрономією, хімією, багато читав та займався самоосвітою. Мріяв стати археологом, але захоплення хімією перемогло. Був справжнім патріотом, понад усе любив Донбас, який вважав своєю Батьківщиною, і мріяв звільнити його від окупації.

## Загибель
16 липня 2024 року під час виконання бойового завдання в районі населеного пункту Гостре Донецької області потрапив під мінометний обстріл і загинув.
Похований на Алеї Слави у Харкові. Вдома його не дочекались батьки та молодша сестра. Назавжди залишиться в пам'яті та серцях всіх, хто його знав, бо він був яскравим сполохом в судьбі кожного з ким його зводило життя.

## Нагороди
- Орден «За мужність» III ступеня[1]